# Ammerquellen im Oberen Tal
Die Ammerquellen im Oberen Tal sind ein flächenhaftes Naturdenkmal und ein Geotop auf dem Gebiet der Stadt Herrenberg.

## Kenndaten
Das Naturdenkmal wurde mit Verordnung vom 30. Mai 1994 ausgewiesen. Es ist unter dem Namen Ammer-Ursprung (Quelltöpfe der Ammer) SW von Herrenberg auch als Geotop registriert.

## Lage und Beschreibung
Das Naturdenkmal liegt am südwestlichen Stadtrand von Herrenberg. Es handelt sich um vier Quelltöpfe der Ammer, die als Schichtquellen über undurchlässigem Unterkeuper austreten. Eine fünfte Quelle liegt 200 Meter östlich des Schutzgebiets und dient der Trinkwassergewinnung. Das Einzugsgebiet der Karstquellen erstreckt sich bis in die Gemarkungen von Haslach, Kuppingen und Affstätt, die im Oberen Muschelkalk liegen.